# کاراشن
کاراشن (به ارمنی: Քարաշեն) یک سکونتگاه مسکونی در ارمنستان است که در استان سیونیک واقع شده‌است. کاراشن در ۸۲ کیلومتری شمال کاپان، مرکز استان سیونیک واقع شده‌است.

## خصوصیات
کاراشن ۱۳٫۸۲ کیلومترمربع مساحت و ۵۵۰ نفر جمعیت دارد و در ارتفاع ۱۷۰۰ متر بالاتر از سطح دریا قرار گرفته‌است.